# Gian Piero Alloisio
Gian Piero Alloisio (Ovada, 16 febbraio 1956) è un cantautore e drammaturgo italiano.

## Biografia
Nato ad Ovada nel 1956 e trasferitosi a Genova con la famiglia, inizia ad occuparsi di teatro e a scrivere canzoni; dall'incontro del Teatro Quartiere di Oregina, guidato dal padre Sergio Alloisio, con gruppo di rock progressivo La Famiglia degli Ortega.
Successivamente con Alberto Canepa, Bruno Biggi e Gianni Martini nasce l'Assemblea Musicale Teatrale, che nel 1976, con Gian Piero ventenne, pubblica il primo album Dietro le Sbarre. Il gruppo si scioglie negli anni Ottanta dopo la pubblicazione di 3 Lp, e si riforma nel 2002.
Scrive e incide Venezia nell'album Il sogno di Alice, canzone che con alcune modifiche Francesco Guccini inciderà nell'album Metropolis, che contiene anche Milano (poveri bimbi di) canzone scritta con lo stesso Guccini.
Nel 1981 è autore, con Giorgio Gaber, Sandro Luporini e Francesco Guccini, dello spettacolo Ultimi viaggi di Gulliver, con la regia di Giorgio Gaber, con lo stesso Gian Piero Alloisio, Ombretta Colli, Flavio Bonacci e altri; sempre nello stesso anno pubblica il suo primo album da solista, Dovevo fare del cinema, pubblicato dalla Ascolto (etichetta di proprietà di Caterina Caselli) in cui oltre a sue composizioni sono presenti anche Gulliver, canzone del suddetto spettacolo ancora firmata con Francesco Guccini (e che quest'ultimo inciderà nel 1983 per l'album Guccini), Parole, scritta da Guccini per Alloisio e sue interpretazioni di Il dilemma di Gaber-Luporini e di Bisanzio di Guccini.
Passato alla Carosello, incide nel 1983 il 45 giri Tutti a casa/Infelicità senza desideri. Nello stesso anno prepara con Claudio Lolli lo spettacolo Dolci promesse di guerra, prodotto e diretto da Gaber, in cui i due cantautori presentano le loro canzoni e interpretano insieme Come un dio americano di Lolli.
L'anno successivo scrive con Gaber ed Ombretta Colli lo spettacolo Una donna tutta sbagliata, interpretato da Ombretta Colli (e alcune canzoni in esso contenute) e, nel 1985, Aiuto...sono una donna di successo, sempre con Gaber per Ombretta Colli. e nel 1991, sempre con Giorgio Gaber e Ombretta Colli scrive Donne in amore.
Nel 1987 collabora con Arturo Brachetti, con cui scrive lo spettacolo In principio Arturo creò il cielo e la terra.
Nel 1991 scrive con la Colli il testo di La strana famiglia, musicata da Gaber che la incide con Enzo Jannacci nel disco del cantautore medico Guarda la fotografia. Alloisio ne propone una versione aggiornata nel tributo Per Gaber… io ci sono (2013).
Nel 1993 Guccini incide in Parnassius Guccinii il brano Dovevo fare del cinema, canzone di Alloisio dal suo primo album da solista.
Negli anni '90 continua l'attività di autore teatrale, lavorando spesso con la compagnia del Teatro della Tosse di Genova per cui scrive, insieme a Tonino Conte, spettacoli di successo come Il castello di carte – Il mistero dei tarocchi (scenografie di Emanuele Luzzati).
Il 12 marzo 2000 partecipa al Teatro Carlo Felice di Genova al concerto Faber, amico fragile, tenuto in omaggio a Fabrizio De André; la sua canzone King, interpretata insieme alla sorella Roberta, viene inserita nel 2003 nel doppio disco tratto dallo spettacolo, Faber, amico fragile.
In un’intervista a Gad Lerner (Corriere della Sera, 6.4.2001) Gaber cita l’ultima frase della sua canzone Silvio, divenuta subito celebre: “Come dice il mio amico Giampiero Alloisio, io non temo Berlusconi in sé, temo Berlusconi in me”.
Nel 2002 è tra i promotori della riunione dell'Assemblea Musicale Teatrale, con cui pubblica il cd La rivoluzione c'è già stata e riprende ad esibirsi dal vivo.
Nel 2008 pubblica con Maurizio Maggiani il nuovo cd Storia della meraviglia, tratto dallo spettacolo teatrale realizzato insieme dai due al Teatro Stabile di Genova.
Nel 2009 ha portato a compimento un'opera di recupero e catalogazione di materiale inedito o poco conosciuto di Umberto Bindi, materiale da cui nel 2010 ha tratto lo spettacolo La Musica è infinita, prodotta dal Teatro Stabile di Genova.
Nel 2012 è uscito il suo album Ogni vita è grande (ATID/Universal Music). La canzone che dà il titolo all'album è stata scelta dalla Santa Sede e da Rai 1 come sigla e tema musicale di tutto il VII incontro mondiale delle famiglie (One World, Family, Love) alla presenza di papa Benedetto XVI a Bresso il 2 giugno 2012. L'evento è stato trasmesso da Rai 1 in mondovisione.
La canzone Ogni vita è grande è stata anche incisa da Gianni Morandi nel suo album Bisogna vivere.
Dal 2006 produce il Festival Pop della Resistenza e dal 2013 è direttore artistico e produttore di Genova per Voi, talent che ha scoperto autori di canzoni di successo come Federica Abbate, Emanuele Dabbono, Alessandro La Cava e Willie Peyote.
Nel 2014, Gian Piero Alloisio ha scritto tre canzoni per l'album Xena Tango di Luis Bacalov, Roberta Alloisio e Walter Rios (CNI Unite 2014), di cui due in genovese (Mi no veuggio ese mi; Sposa) e una (La Madre) scritta su una delle musiche inedite di Umberto Bindi recuperate dallo stesso Alloisio.
A settembre del 2017 Alloisio pubblica per Utet Il mio amico Giorgio Gaber. Tributo affettuoso a un uomo non superficiale.
A gennaio 2018 è uscito il singolo Eia eia trallallà (Alloisio-Repetti-Alloisio). Il 6 aprile 2018 è uscito il CD + DVD "Resistenza Pop" (ATID / EDEL Italy). A dicembre 2018 ha debuttato con il nuovo spettacolo di teatro canzone Il maestrone, i miei anni con Francesco Guccini.
Nel 2021 ad Alessandria, con Simonetta Cerrini, ha ideato e diretto il Festival internazionale dei Templari, che è giunto alla sua quinta edizione.
Il 3 e 4 marzo 2023 ha debuttato al Teatro della Tosse di Genova con lo spettacolo di teatro canzone Questa meravigliosa vita d'artisti, dedicato alla sorella Roberta Alloisio. Spettacolo che è stato registrato live dal musicista e compositore Aldo De Scalzi, e che nel 2024 è stato pubblicato sotto forma di podcast sulle principali piattaforme.
Il 7 luglio 2023 ha ricevuto il premio Bindi - Artigianato della canzone.

## Discografia

### Da solista
Album in studio
- 1981 - Dovevo fare del cinema (Ascolto, ASC 20271)
- 1993 - Teatro della Tosse - Le musiche di Gian Piero Alloisio (BMG- ARIOLA)
- 2008 - Storia della meraviglia (con Maurizio Maggiani; cd + libro)
- 2012 - Ogni vita è grande ( ATID./Universal Music)
- 2018 - Resistenza Pop (ATID/EDEL Italy) CD + DVD

Singoli
- 1983 - Tutti a casa/Infelicità senza desideri (Carosello, CI 20522)
- 1987 - Facile/Vicino=Lontano (TN 001)
- 2018 - Eia Eia Trallallà (ATID/EDEL Italy)

### Con l'Assemblea Musicale Teatrale
- 1976 - Dietro le sbarre (I dischi dello zodiaco, VPA 8325)
- 1977 - Marilyn (L'Alternativa, ALT 001)
- 1979 - Il sogno di Alice (EMI Italiana, 3C 064-18424)
- 2002 - La rivoluzione c'è già stata (Storie di note)

### Francesco Guccini
- 1981 - Album  Metropolis

- Venezia (Alloisio-Guccini-Alloisio)
- Milano (Poveri bimbi di) (Guccini-Alloisio-Guccini)
- 1983 - Album  Guccini

- Gulliver (Guccini-Alloisio)
- 1993 - Album  Parnassius Guccinii

- Dovevo fare del cinema (Alloisio-Guccini-Alloisio)

### Giorgio Gaber
- 2006 - Collezione 1970-2000 (CD 3) Con tutta la rabbia, con tutto l'amore

- Strana famiglia titolo alternativo Famiglia disgraziata (Gaberscik-Alloisio-Colli)

### Enzo Jannacci
- 1991 –  Album Guarda la fotografia

- Strana famiglia titolo alternativo Famiglia disgraziata (Gaberscik-Alloisio-Colli)

### Ombretta Colli
- 1982 -  Album A Marilyn, RCA, PL 31645

- Passa parola (Alloisio)
- Marilyn (Alloisio-Martini)
- 1985 - Album Aiuto!, Five Record, FM 13551

- Ho paura (Alloisio-Gaber)
- Sola (Alloisio-Gaber)
- Una donna senza (Alloisio-Gaber)
- La vita (Alloisio-Gaber)
- Quando facciamo l'amore (Alloisio)
- Sento (Alloisio-Gaber)
- Giorni (Alloisio-Gaber-Arena)
- 1988 - 45 giri Carosello, CI 20552

- Una donna tutta sbagliata
- Una donna una città 
(entrambe di Alloisio-Gaber)

### Eugenio Finardi
- 1987 – Album Dolce Italia

-  Musica desideria (Finardi-Alloisio-Finardi)
- Soweto (Finardi-Alloisio-Finardi)
- Basta (Finardi-Alloisio-Finardi)

### Gianni Morandi
2013 - Album Bisogna vivere
- Ogni vita è grande (G. P. Alloisio)

### Roberta Alloisio
- 2007 - Album Lengua Serpentina

- Noi che semper naveghemmu (G.P. Alloisio)
-  Il Santo Graal (G.P. Alloisio)
- Ya Salam (Minelli-G.P. Alloisio-Minelli)
- 2014 - Album Xena Tango

-  Sposa (G.P. Alloisio)
-  Mi no veuggio ëse mi (G.P. Alloisio)
-  La Madre (Bindi-G.P. Alloisio)
- 2019 Album postumo Animantiga

- Dormi cömbo titolo alternativo Ninna nanna (G.P. Alloisio)

## Teatro

### Autore
- Questa meravigliosa vita d'artisti, regia Gian Piero Alloisio (2023)
- Benedicta, in collaborazione con Giorgio Alloisio, regia Gian Piero Alloisio (2020)
- Il maestrone, i miei anni con Francesco Guccini, regia Gian Piero Alloisio (2018)
- Dalle belle città (Alloisio/Repetti), regia di Alloisio/Repetti (2018)
- Ragazze coraggio, regia Gian Piero Alloisio (2017)
- Luigi è stanco, regia Gian Piero Alloisio (2016)
- Tanto per scrivere, regia Gian Piero Alloisio (2015)
- Aria di libertà, regia Gian Piero Alloisio (2014)
- Vangelo secondo Gian Piero, regia Gian Piero Alloisio (2013)
- Il mio amico Giorgio Gaber, regia Gian Piero Alloisio (2013)
- Malavitaeterna (adattamento a tre personaggi della versione del 1993), regia Gian Piero Alloisio (2012)
- L'eco di Umberto. La musica infinita del M° Bindi, regia Gian Piero Alloisio (2011)
- Genova dell'Inno Genova dei Mille o La magica notte del Tricolore, regia Gian Piero Alloisio (2011)
- De Scalzi's Restaurant, regia Pepi Morgia (2011)
- La musica è infinita, regia Andrea Liberovici (2010)
- Tutte le carte in regola per essere Piero, regia Gian Piero Alloisio (2009)
- Lo spettacolo non si può fare, in coll. con Giuliano Galletta, regia Gian Piero Alloisio (2009)
- Storia della meraviglia, in coll. con Maurizio Maggiani, regia Gian Piero Alloisio (2008)
- La DivinaCarnevalCommedia, regia Gian Piero Alloisio (2008)
- La grande magia dei tarocchi, regia Gian Piero Alloisio (2007)
- Il dilemma di un uomo e una donna, regia Gian Piero Alloisio (2007)
- Nuove storie dal mondo rovesciato, regia Gian Piero Alloisio (2007)
- I templari ultimo atto, regia Consuelo Barilari (2006)
- La leggenda dell'artista invisibile, regia Gian Piero Alloisio (2006)
- La notte dei Templari. Processo ai Templari, regia Gian Piero Alloisio (2006)
- La Grande Opera, regia Gian Piero Alloisio (2005)
- Strade segrete di libertà, regia Gian Piero Alloisio (2005)
- I King ovvero 64 mutamenti per Genova, regia Gian Piero Alloisio (2004)
- Il Misterio dei Misteri, regia Gian Piero Alloisio (2004)
- Figli affidati, figli mai nati, figli cullati dal rumore, regia Gian Piero Alloisio (2003)
- Il mistero delle tre anella, regia Gian Piero Alloisio (2003)
- I tarocchi del Brambilla, in collaborazione con Umberto Cavallin, Irene Ciraulo, Dario Cesini, Fleride Leoni, regia Gian Piero Alloisio (2003)
- Che fare?, regia Gian Piero Alloisio (2002)
- L'Infernetto dei Pokémon, regia Gian Piero Alloisio (2002)
- Marco Pollo alla ricerca del basilico perduto, regia Gian Piero Alloisio (2002)
- Vita morte e binocoli di Mister Piuma, regia Gian Piero Alloisio (2002)
- Euro Botter e il mistero della moneta unica, regia Gian Piero Alloisio (2001)
- Il corsaro nero e altre incursioni , regia Gian Piero Alloisio (2000)
- Il ritorno dei templari, regia Gian Piero Alloisio (1999)
- Decameron in collaborazione con Tonino Conte, regia Tonino Conte (1998)
- Disagio cosmico, disagio comico, regia Gian Piero Alloisio (1998)
- Giubilate, bimbi, giubilate!, regia Gian Piero Alloisio (1998)
- La contessa di Apricale, regia Gian Piero Alloisio (1997)
- Inferno inferni in collaborazione con Tonino Conte, regia Tonino Conte (1997)
- Giullarata sacra. Francesco, Dieu et rien d'autre, in collaborazione con Patrizia Pasqui, regia Patrizia Pasqui (1995)
- La fortezza degli amanti, in collaborazione con Tonino Conte, regia Tonino Conte (1994)
- Le botteghe dei sogni, in collaborazione con Tonino Conte, regia Tonino Conte (1993)
- Doktor Frankenstein Junior, in collaborazione con Geppy Gleijeses, regia Armando Pugliese (1993)
- Malavitaeterna, King e altre storie tossiche, regia Gian Piero Alloisio (1993)
- L'albero del cacao in collaborazione con Tonino Conte, regia Tonino Conte (1992)
- Rossella e Manolito in collaborazione con Giorgio Gaber e Ombretta Colli, regia Tonino Conte (1992)
- Scena nuda, regia Nicholas Brandon (1992)
- Senti/mentale in collaborazione con Giorgio Gaber e Sandro Luporini, regia di Oreste Valente (1992)
- Donne in amore in collaborazione con Giorgio Gaber e Ombretta Colli, regia Giorgio Gaber (1991)
- Masque degli ultimi giorni dell'anno in collaborazione con Tonino Conte, regia Nicholas Brandon (1991)
- Il castello di carte – Il mistero dei tarocchi in collaborazione con Tonino Conte, regia Tonino Conte (1990)
- In principio Arturo creò il cielo e la terra in collaborazione con Arturo Brachetti e Giorgio Gaber, regia Tino Schirinzi (1988)
- Aiuto… sono una donna di successo! in collaborazione con Giorgio Gaber e Ombretta Colli, regia Giorgio Gaber (1985)
- Volo per Managua in collaborazione con Claudio Lizza, regia Ennio Coltorti (1985)
- Vai se sei puro ce la fai in collaborazione con Claudio Lizza (1985)
- Una donna tutta sbagliata in collaborazione con Giorgio Gaber e Ombretta Colli, regia Giorgio Gaber (1984)
- Dolci Promesse di Guerra in collaborazione con Claudio Lolli, regia Giorgio Gaber (1982)
- Ultimi viaggi di Gulliver in collaborazione con Giorgio Gaber, Francesco Guccini, Sandro Luporini, regia Giorgio Gaber (1981)
- Sotto Mutua, con l'Assemblea Musicale Teatrale (1980)
- Il sogno di Alice, con l'Assemblea Musicale Teatrale (1979)

## Libri
Il mio amico Giorgio Gaber. Tributo affettuoso a un uomo non superficiale, Milano, Utet, 2017, ISBN 9788851151140  Il mio amico Giorgio Gaber.
Il Mistero dei Tarocchi, (con Tonino Conte), Milano, La Grande Illusion, 2017, ISBN 978-88-941348-4-1,  La Grande Illusion.
Storia della meraviglia (con Maurizio Maggiani), Milano, Feltrinelli, 2008, ISBN 9788807490750,  Storia della meraviglia - Gian Piero Alloisio - Feltrinelli Editore.

## Sceneggiatore
- Una donna tutta sbagliata, in collaborazione con Ombretta Colli e Giorgio Gaber, regia di Mauro Severino, miniserie TV, 4 puntate, Rai 2 (1989)